# Senggigi
Senggigi ist ein Ort auf der indonesischen Insel Lombok in der indonesischen Provinz Nusa Tenggara Barat, der als aufstrebendes Touristenzentrum erhebliche Bedeutung für die Wirtschaft der Insel erlangt hat.

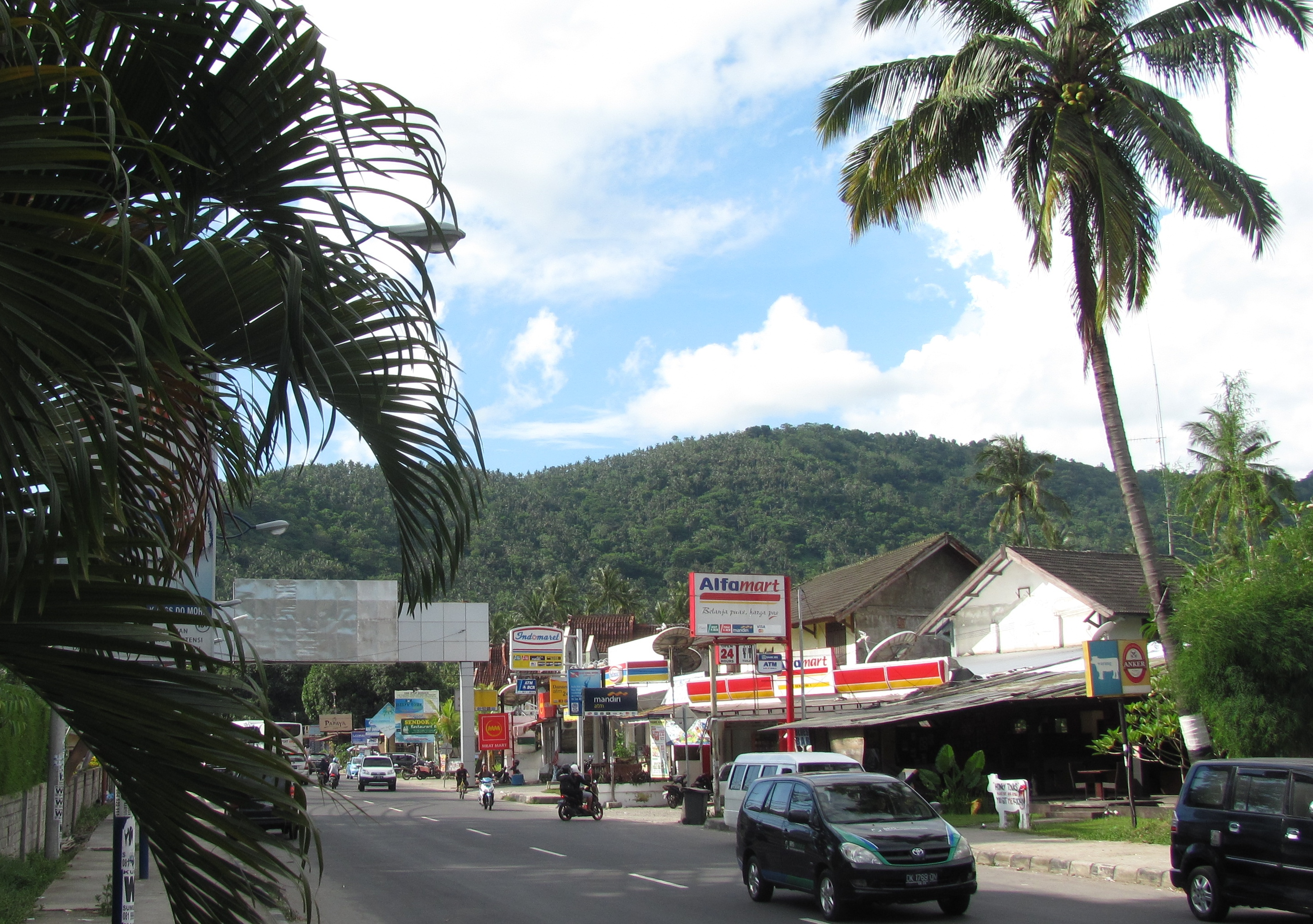
Hauptstraße von Senggigi, nördlicher Teil

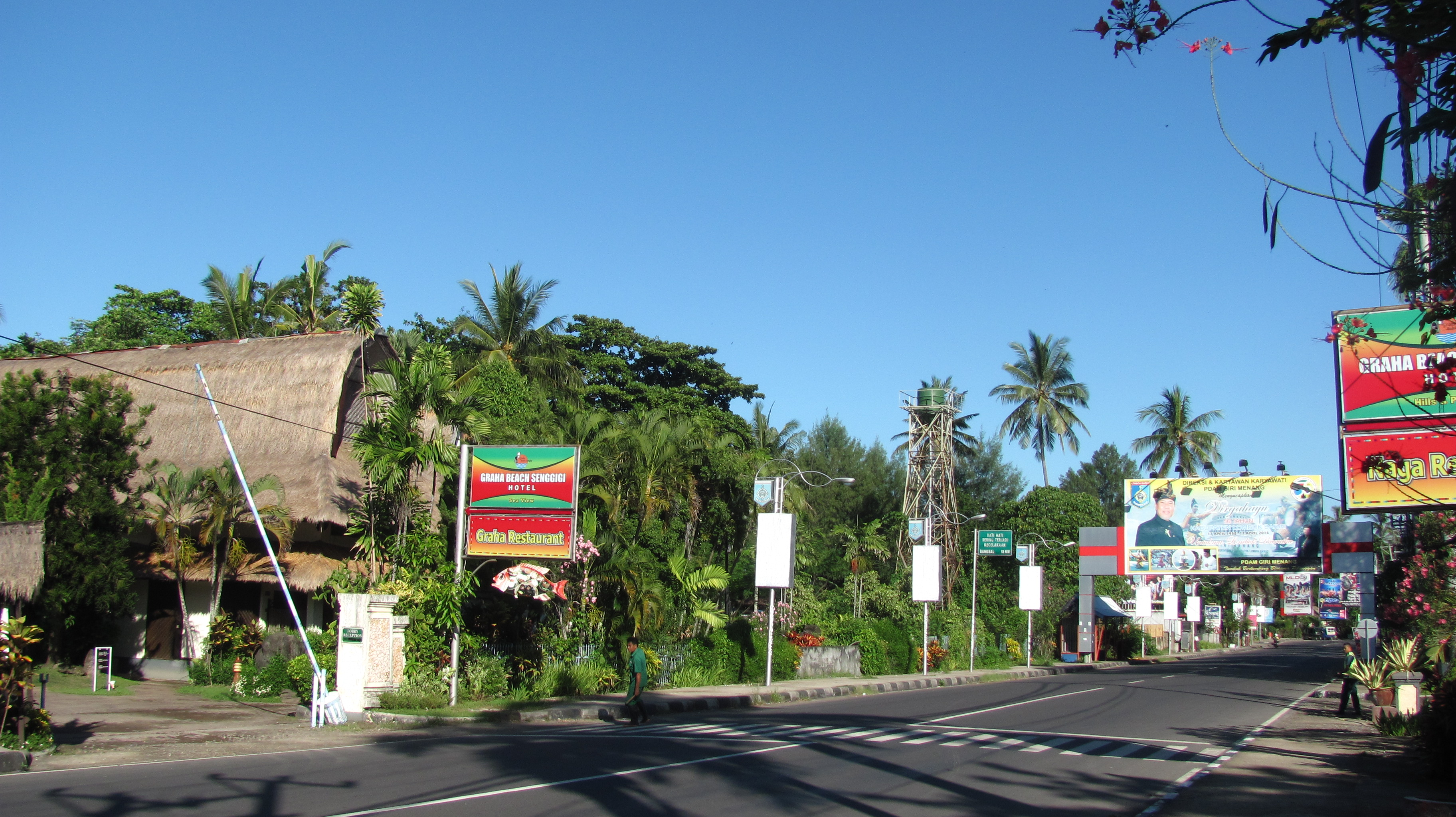
Hauptstraße von Senggigi, südlicher Teil

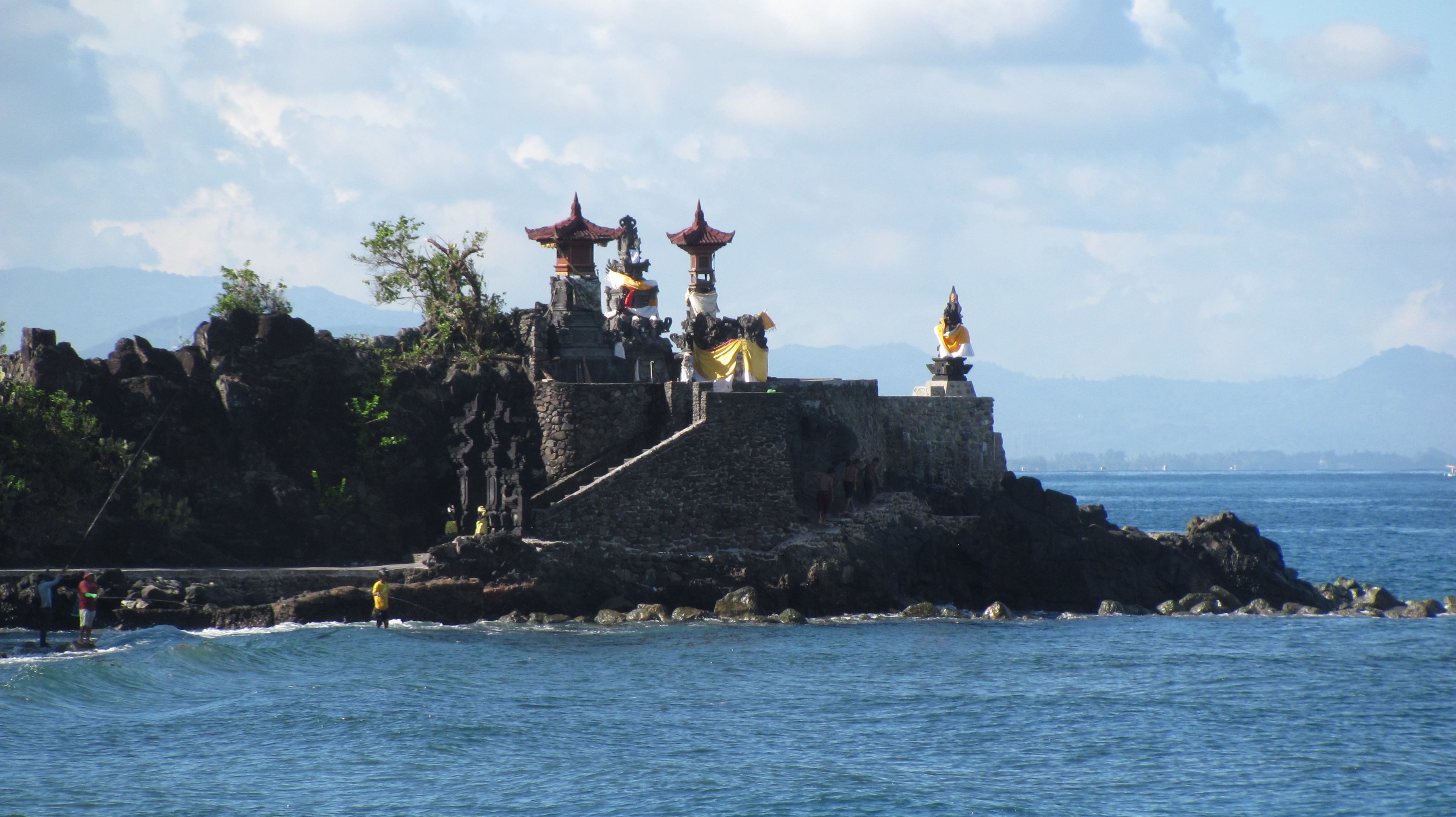
Hindutempel Pura Batu Bolong

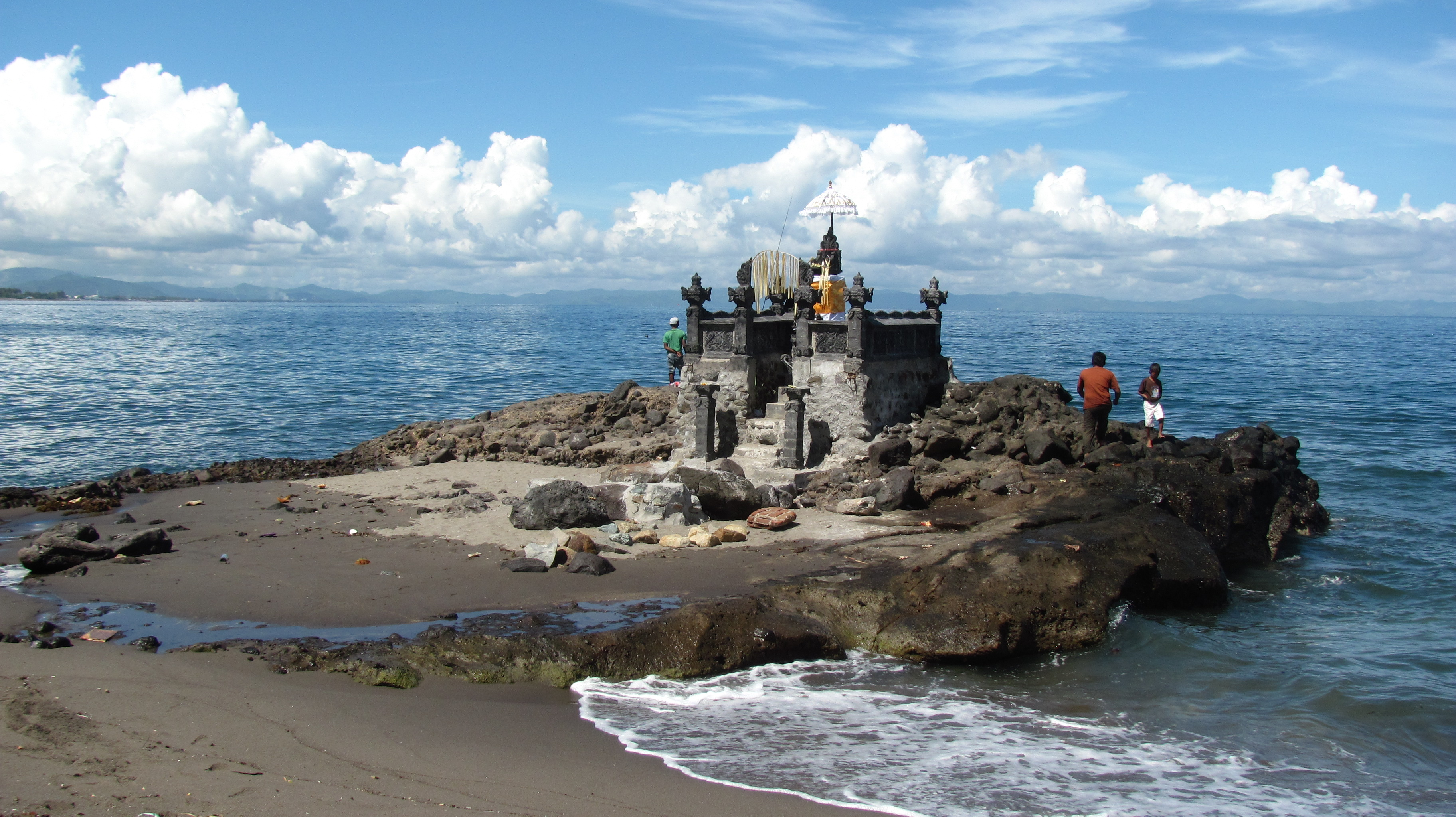
Hindutempel im Meer nahe dem Makam Batu Layar

## Lage und Größe
Senggigi (9 000 Einwohner) liegt an mehreren Buchten der Westküste der Insel Lombok etwa 20 km nordwestlich der Inselhauptstadt Mataram an der gut ausgebauten Küstenstraße im Regierungsbezirk (Kabupaten) Lombok Utara. Der Hafenort Bangsal, von dem Fähren zu den bei Touristen beliebten Gili-Inseln ablegen, liegt 15 km nördlich. Östlich der Stadt erhebt sich der 3726 m hohe Vulkan Rinjani.

## Wirtschaft und Geschichte
Senggigi entwickelte sich durch seine Lage an einem von Kokospalmen gesäumten langgestreckten Sandstrand vor einer gebirgigen Landschaft in den 1990er Jahren zu einem Zentrum des Tourismus, allerdings nicht in dem Ausmaß der Ferienorte auf der benachbarten Insel Bali, wo das Preisniveau deutlich höher liegt als auf Lombok. In Senggigi entstand eine für die Wirtschaft der Insel Lombok nicht unerhebliche Anzahl von Arbeitsplätzen, vor allem während der Hauptreisezeit von Juli bis September. Ein großer Teil der Feriengäste kommt aus Australien. Die meisten touristischen Betriebe befinden sich an der langgestreckten Hauptstraße Jalan Raya sowie an der Straße, die zum Schiffsanleger führt. Von hier besteht mehrmals täglich eine Fährverbindung mit Schnellbooten nach Padang Bai auf Bali.
Anfang 2000 erlangte Lombok traurige Berühmtheit, als es hier wie auch an anderen Orten in Indonesien zu gewalttätigen Ausschreitungen gegen die chinesische und christliche Minderheit kam. Von Nichtmoslems geführte Geschäfte und Restaurants gingen zuerst in Mataram, kurz danach auch in Senggigi und in vielen anderen Orten auf Lombok in Flammen auf. Alle ausländischen Touristen wurden evakuiert, und der Tourismus kam auf Lombok für mehrere Jahre zum Erliegen. Nur ganz allmählich erholte sich der Fremdenverkehr in der Folgezeit.

## Sehenswürdigkeiten
Am südlichen Ortsrand Senggigis erhebt sich rund 2 km vom Ortskern entfernt auf einem Felsen am Meer der besonders bei Vollmond von Gläubigen viel besuchte Pura Batu Bolong, einer der bekanntesten Hindutempel Lomboks. Der Name des Tempels, von dem aus sich ein eindrucksvoller Blick auf die Küste der benachbarten Insel Bali mit dem Vulkan Gunung Agung bietet, bezieht sich auf eine Öffnung im Felsen. Das indonesische Wort batu bedeutet "Klippe, Stein, Felsen", und bolong bedeutet "Öffnung". Geweiht ist der Tempel dem Gott Brahma, für ihn ist im Tempelareal ein Thron vorhanden. Der Sage nach wurden an dieser Stelle früher Jungfrauen den Meeresgöttern geopfert.
Wenige Kilometer weiter südlich sind an der Küstenstraße zwei weitere Gebäude sehenswert. Das von Einheimischen viel besuchte Grab (Makam Batu Layar) des als heilig verehrten Syeh Syayid Muhammad al Bagdadi erinnert an den Prediger, der den Islam nach Lombok gebracht haben soll. Dahinter befindet sich ein alter muslimischer Friedhof. Unterhalb des Grabes ist am Strand ein weiterer kleiner, von den Wellen umspülter Hindutempel besuchenswert.

## Umgebung
Senggigi eignet sich wegen der guten Straßenverhältnisse als Ausgangspunkt für Ausflüge zu den zahlreichen Sehenswürdigkeiten Lomboks. Mataram, die Hauptstadt der Insel Lombok, ist mit öffentlichen Verkehrsmitteln leicht zu erreichen. In der Umgebung der nahe gelegenen Stadt Tanjung, die wegen zweier buddhistischer Tempelanlagen bekannt ist, sind mehrere Wasserfälle das Ziel von Wanderungen, z. B. der Air Terjung Gangga und der 30 m hohe Air Terjun Tiu Pupas. Zwischen Senggigi und Tanjung ist auf der Halbinsel Sira der Hindutempel Pura Medana besuchenswert. Er befindet sich unmittelbar am Meer und wird täglich von Gläubigen aufgesucht, die hier Blumen und Früchte opfern.